# Santo Tomas (Davao del Norte)
Santo Tomas is een gemeente in de Filipijnse provincie Davao del Norte op het eiland Mindanao. Bij de laatste census in 2007 had de gemeente ruim 97 duizend inwoners.

## Geografie

### Bestuurlijke indeling
Santo Tomas is onderverdeeld in de volgende 19 barangays:
| - Balagunan - Bobongon - Casig-Ang - Esperanza - Kimamon - Kinamayan - La Libertad - Lungaog - Magwawa - New Katipunan | - New Visayas - Pantaron - Salvacion - San Jose - San Miguel - San Vicente - Talomo - Tibal-og - Tulalian |

## Demografie
Santo Tomas had bij de census van 2007 een inwoneraantal van 97.210 mensen. Dit zijn 12.843 mensen (15,2%) meer dan bij de vorige census van 2000. De gemiddelde jaarlijkse groei komt daarmee uit op 1,97%, hetgeen lager is dan het landelijk jaarlijks gemiddelde over deze periode (2,04%). Vergeleken met de census van 1995 is het aantal mensen met 20.028 (25,9%) toegenomen.

De bevolkingsdichtheid van Santo Tomas was ten tijde van de laatste census, met 97.210 inwoners op 221,8 km², 438,3 mensen per km².